# Generalny Inspektor Informacji Finansowej
Generalny Inspektor Informacji Finansowej, GIIF – jednoosobowy centralny organ administracji państwowej, drugi po Ministrze Finansów organ właściwy w sprawach zapobiegania wprowadzaniu do obrotu finansowego wartości majątkowych pochodzących z nielegalnych lub nieujawnionych źródeł oraz przeciwdziałania finansowaniu terroryzmu.
Działa na podstawie Ustawy o przeciwdziałaniu praniu pieniędzy oraz finansowaniu terroryzmu z dnia 1 marca 2018 r.(Dz.U. z 2025 r. poz. 644)
Generalnego Inspektora powołuje i odwołuje na wniosek ministra właściwego do spraw instytucji finansowych Prezes Rady Ministrów. Generalny Inspektor jest sekretarzem lub podsekretarzem stanu w Ministerstwie Finansów. Generalny Inspektor wykonuje swoje zadania przy pomocy jednostki organizacyjnej wyodrębnionej w tym celu w strukturze Ministerstwa Finansów.

## Generalni Inspektorzy Informacji Finansowej
- Paweł Banaś od 21 listopada 2005 do 21 listopada 2007
- Andrzej Parafianowicz od 22 listopada 2007 do 31 grudnia 2013
- Agnieszka Królikowska od 1 stycznia 2014 do 3 grudnia 2015
- Wiesław Jasiński od 4 grudnia 2015 do 30 stycznia 2017 (złożył dymisję)[1]
- Leszek Skiba od 1 lutego 2017 do 28 lutego 2017
- Marian Banaś od 1 marca 2017 do 30 czerwca 2019
- Piotr Dziedzic od 1 lipca 2019 do 1 grudnia 2020
- Sebastian Skuza od 18 stycznia 2021 do 7 grudnia 2023
- Anna Chałupa od 8 grudnia 2023 do lutego 2025[2]
- Jarosław Żółtowski od 24 lutego 2025[3]

Do zadań Generalnego Inspektora należy uzyskiwanie, gromadzenie, przetwarzanie i analizowanie informacji w trybie określonym w Ustawie o przeciwdziałaniu... z dnia  1 marca 2018 r. oraz podejmowanie działań w celu przeciwdziałania wprowadzaniu do obrotu finansowego wartości majątkowych pochodzących z nielegalnych lub nieujawnionych źródeł i przeciwdziałania finansowaniu terroryzmu, a w szczególności:
- badanie przebiegu transakcji, co do których Generalny Inspektor powziął uzasadnione podejrzenia,
- przeprowadzanie procedury wstrzymania transakcji lub blokady rachunku,
- przekazywanie instytucjom obowiązanym (określonym w art. 2. pkt. 1 Ustawy o przeciwdziałaniu...) informacji o podmiotach, co do których zachodzi uzasadnione podejrzenie, że mają one związek z popełnianiem aktów terrorystycznych,
- opracowywanie i przekazywanie uprawnionym organom dokumentów uzasadniających podejrzenie popełnienia przestępstwa,
- inicjowanie i podejmowanie innych działań obejmujących przeciwdziałanie wykorzystywaniu polskiego systemu finansowego do legalizacji dochodów pochodzących z nielegalnych lub nieujawnionych źródeł, w tym szkolenie pracowników instytucji obowiązanych w zakresie zadań nałożonych na te instytucje,
- sprawowanie kontroli przestrzegania przepisów Ustawy o przeciwdziałaniu...
- współpraca z zagranicznymi instytucjami zajmującymi się zapobieganiem wprowadzaniu do obrotu finansowego wartości majątkowych pochodzących z nielegalnych lub nieujawnionych źródeł lub przeciwdziałaniem finansowaniu terroryzmu.

Generalny Inspektor przedstawia Prezesowi Rady Ministrów roczne sprawozdanie ze swojej działalności w ciągu 3 miesięcy od zakończenia roku, za który składane było sprawozdanie.